# بونزن ۱۰۳۶۱
سیارک ۱۰۳۶۱ (به انگلیسی: 10361 Bunsen، نامگذاری:1994PR20) ده هزار و سیصد و شصت و یکمین سیارک کشف شده‌است که در ۱۲ اوت ۱۹۹۴ کشف شد.
قدر مطلق سیارک برابر ۱۴٫۶۰ است.